# Carrozzeria Garavini
Die Carrozzeria Garavini war ein italienischer Hersteller von Automobilkarosserien, der vor allem in der Zwischenkriegszeit Sonderaufbauten für Chassis von Alfa Romeo, Fiat und Lancia produzierte. Neben Aufbauten für Personenwagen entstanden bei Garavini auch Nutzfahrzeuge und Krankenwagen.

## Unternehmensgeschichte

### Vorgeschichte
Gründer des Unternehmens war der aus Forlì stammende Eusebio Garavini (* 23. Juli 1878; † 6. Mai 1947). Seit 1899 hatte Garavini bei dem Turiner Unternehmen Diatto gearbeitet, das zu dieser Zeit schwerpunktmäßig luxuriöse Eisenbahnwagen herstellte. 1905 wurde Eusebio Garavini Direktor der neu gegründeten Carrozzeria Taurus in Turin, die vor allem Omnibusaufbauten herstellte. Zwei Jahre später gründete er in Turin mit finanzieller Unterstützung der Diatto-Inhaber die Carrozzeria Piemonte, die in erster Linie als Zulieferer für Diatto tätig und zeitweise dessen offizieller Karosserielieferant war. Nach wirtschaftlichen Schwierigkeiten wurde die Carrozzeria Piemonte 1911 liquidiert. Ihre Ausrüstung übernahm das neu gegründete Unternehmen Diatto, Garavini & C., an dem neben Eusebio Garavini auch die Familie Diatto beteiligt war und das in den folgenden Jahren wiederum der bevorzugte Karosserielieferant Diattos war. 1911 hatte das Unternehmen mindestens 50 Mitarbeiter. 1914 zog sich die Familie Diatto aus dem Betrieb zurück. Daraufhin firmierte das Unternehmen in Carrozzeria Garavini um.

### Das Unternehmen 1914 bis 1957

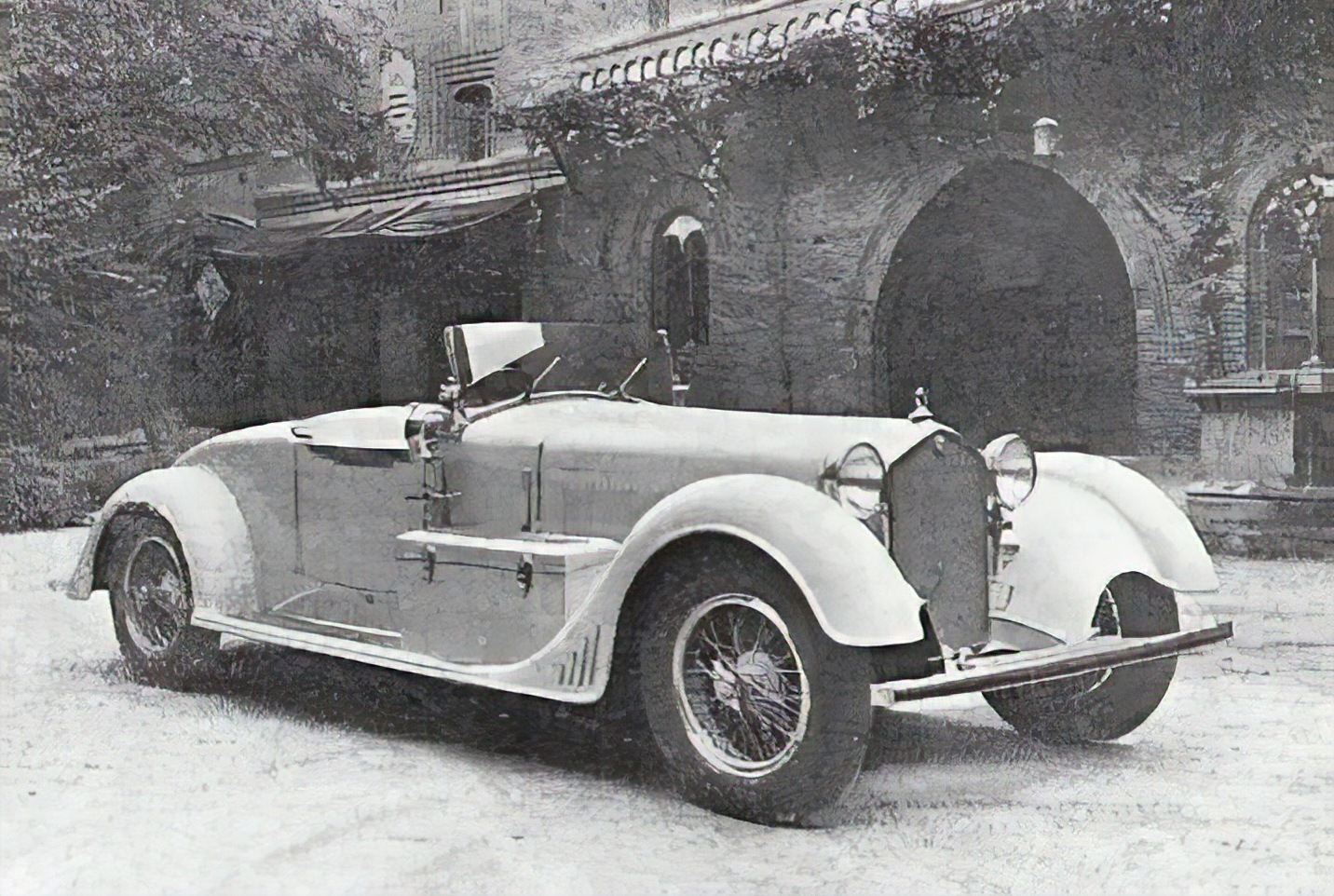
Alfa Romeo 6C 1750 mit Garavini-Karosserie

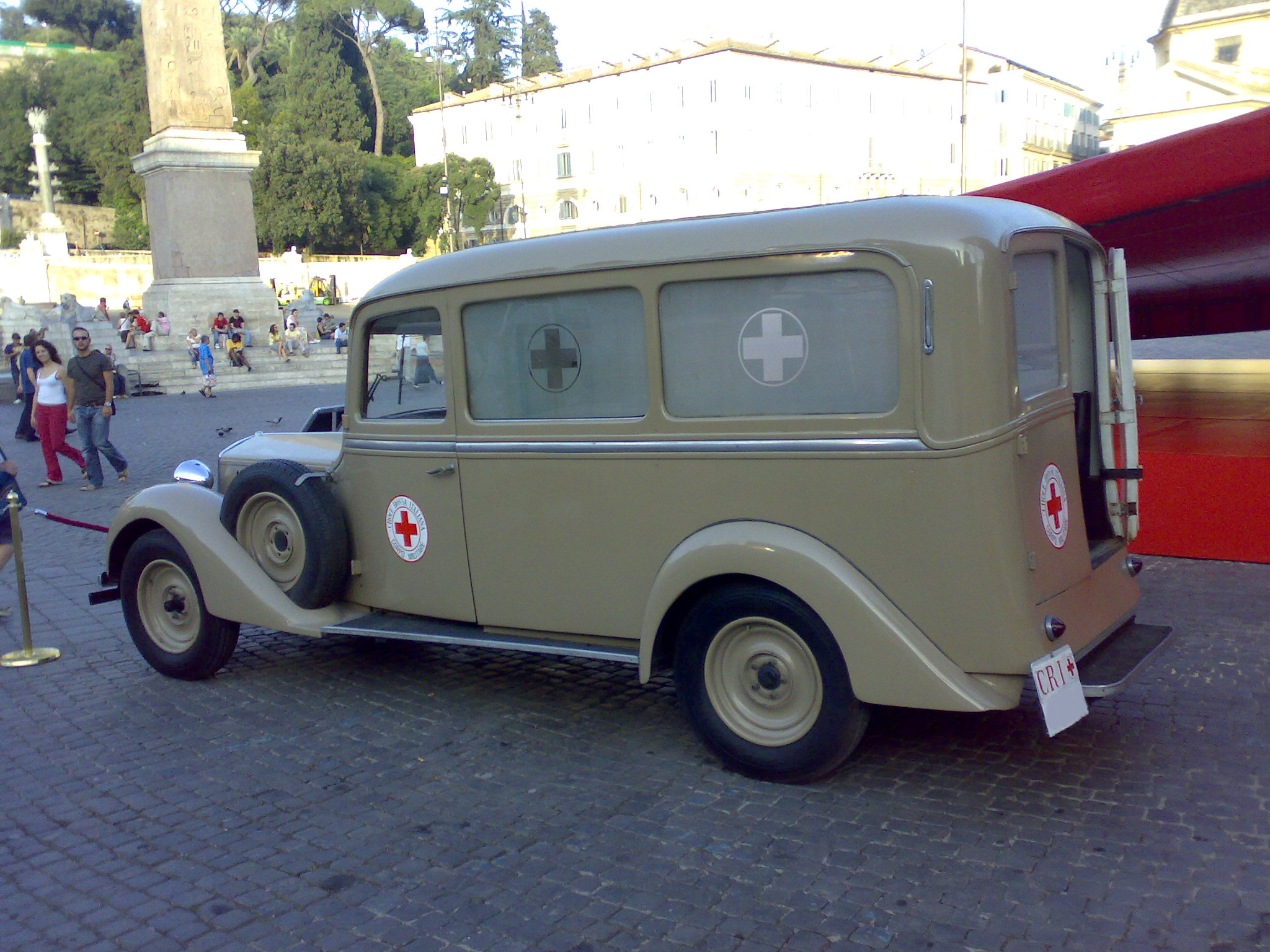
Krankenwagen von Garavini auf Basis Bianchi S 9

Nach dem Rückzug der Familie Diatto stellte die Carrozzeria Garavini nur noch wenige Aufbauten für Diatto-Chassis her. Eine geschäftliche Verbindung zum Werk ist ab 1914 nicht mehr nachweisbar. Die Karosserien entstanden nun im Kundenauftrag. Garavini karossierte Fahrgestelle von Alfa Romeo, Fiat, Isotta Fraschini, Itala und OM; vereinzelt waren auch Bugatti-Chassis dabei. Garavinis Aufbauten galten als hochwertig; zu den Kunden gehörten unter anderem die Königshäuser Italiens und Belgiens sowie der äthiopische Kaiser Menelik II.
Während des Ersten Weltkriegs erhielt Garavini mehrere Großaufträge für den Bau von Krankenwagen und Truppentransportfahrzeugen. In den 1920er-Jahren stieg Garavini zu einem der führenden italienischen Karosseriebauunternehmen auf. 1926 entstanden bei Garavini etwa 1000 Karosserien. Ab 1927 gestaltete zeitweise Mario Revelli di Beaumont Garavinis Aufbauten, die bis in die frühen 1930er-Jahre hinein vor allem auf Oberklassefahrgestellen entstanden. Ein Markenzeichen Garavinis war eine Trennscheibe zwischen dem Fahrer- und dem Passagierabteil, die oft bei Oberklasselimousinen Verwendung fand.
Mitte der 1920er-Jahre kamen in Frankreich die sogenannten Weymann-Karosserien auf, die aus einem Holzgerüst bestanden, das mit Kunstleder überzogen war. Auf diese Weise sollten materialschädigende Verwindungen und Geräuschentwicklungen so weit wie möglich reduziert werden. Zahlreiche internationale Karosseriehersteller erwarben in dieser Zeit Lizenzen vom Patentinhaber Charles Weymann. Die Carrozzeria Garavini hingegen entwickelte, ohne eine Weymann-Lizenz zu erwerben, ein eigenes System, das sie als Plumelastica bezeichnete und 1927 patentieren ließ.
1933 geriet das Unternehmen in eine Krise. Auslöser war der Verdacht von Steuerstraftaten, aufgrund dessen Eusebio Garavini und sein Geschäftsführer Mario Fossari zeitweise in Haft genommen wurden. Nach seiner Entlassung im darauf folgenden Jahr übernahm Eusebio Garavini wieder die Leitung seines Unternehmens, das er neu ausrichtete. Statt Oberklassekarosserien fertigte Garavini nun standardisierte Sonderaufbauten für die Fiat-Modelle 508 „Balilla“ und 1500, die in Cabriolets oder Cabriolimousinen umgewandelt wurden. Zwar blieben Aufbauten für Personenkraftwagen das Kerngeschäft Garavinis; daneben stellte das Werk ab 1925 auch Omnibusse her. 1940 war Garavini der erste italienische Hersteller, der einen Bus mit drei Achsen im Angebot hatte. Außerdem entstanden nach wie vor Ambulanzfahrzeuge.
Während des Zweiten Weltkriegs entstanden nur wenige Pkw-Karosserien bei Garavini, unter ihnen ein außergewöhnliches Cabriolet auf dem Chassis eines 1939 hergestellten Alfa Romeo 6C 2500. Vorrangig baute Garavini im Auftrag des Staates Militärfahrzeuge mit Elektroantrieb. Nach dem Tod Eusebio Garavinis im Mai 1947 übernahmen seine Söhne Aldo und Sergio den Betrieb. Während Sergio sich früh wieder zurückzog, um eine politische Karriere zu verfolgen – ab 1991 war er erster Generalsekretär der Partito della Rifondazione Comunista –, versuchte Aldo, den Betrieb durch eine Konzentration auf das Omnibus-Geschäft am Leben zu halten. Bis 1952 entstanden einige Busaufbauten unter anderem auf der Basis des Lancia Esatau. Allerdings konnte sich Garavini nicht dauerhaft etablieren. 1957 wurde das Unternehmen vom Konkurrenten Officine Viberti übernommen.